# Anthemis arvensis
La manzanilla bastarda o manzanilla de los campos (Anthemis arvensis) es una hierba anual nativa de Europa perteneciente a la familia de las asteráceas.

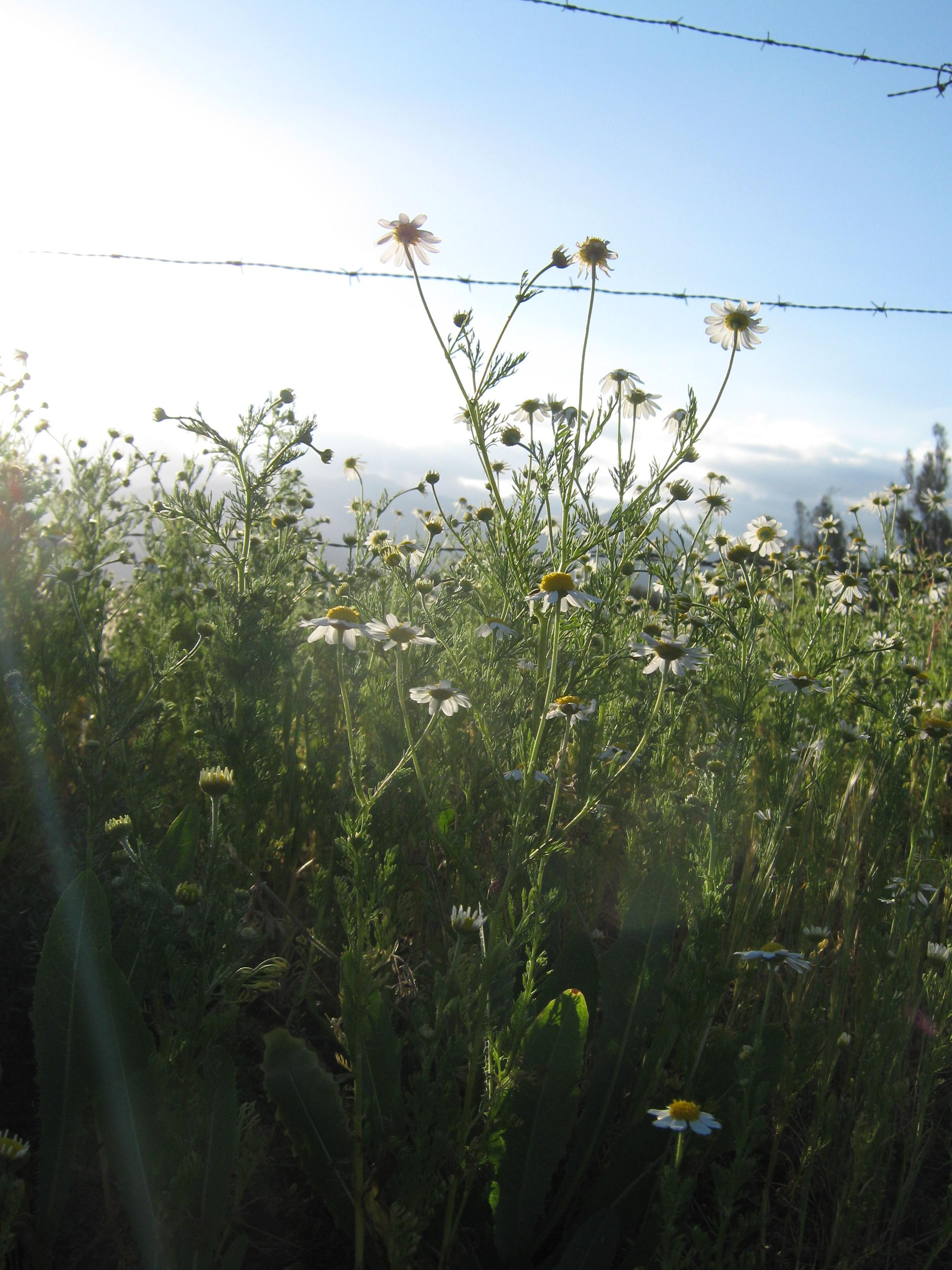

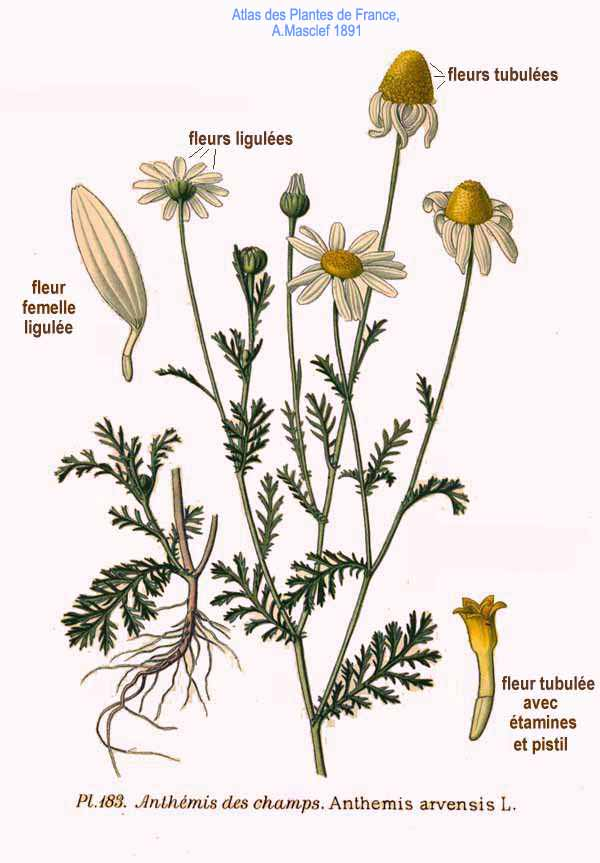
Ilustración

## Características
Es una planta herbácea anual, de hasta 50 cm de altura. Los tallos son glabros, muy numerosos, de color rojizo en la región basal tornándose verdosos más cerca del extremo. Las hojas son bi- o tripinnatisectas, con los folíolos lineares. Florece hacia finales de primavera, formando un capítulo terminal con flores liguladas blancas unisexuales, y flosculosas tubulares, amarillas, hermafroditas en el disco. Las lígulas extremas de color blanco son regulares, tridentadas y ovadas, de hasta 1 cm de longitud; caen hacia abajo laxamente tras la floración, tapando el involucro pero sin llegar a caerse. Las flores externas se abren antes. El receptáculo entre las flores es escamoso. El fruto es un aquenio liso, de sección cuadrangular o redondeada.

## Hábitat
Crece en cunetas y bordes de caminos, y como maleza en terrenos cultivados.

## Propiedades
Indicaciones: Febrífugo, resolutivo, vermífugo.

## Taxonomía
Anthemis arvensis fue descrita por Carlos Linneo y publicado en Species Plantarum 2: 894. 1753.
Etimología
Anthemis: nombre genérico que viene de la palabra griega: "Anthemon" (= flor) luego se transformó en "Anthemis" (= pequeña flor) y se refiere a " las inflorescencias de las plantas. Este nombre fue utilizado por los antiguos griegos para indicar una de las muchas especies de manzanilla. El nombre científico aceptado actualmente ( Anthemis ) fue asignado a este género por Carlos Linneo (1707-1778), biólogo y escritor sueco, considerado el padre de la moderna clasificación científica de los organismos vivos, en la publicación de Species Plantarum de 1753. En realidad, fue el botánico toscano Pier Antonio Micheli (1679-1737) quien propuso originalmente el nombre de este género en su obra Nova plantarum genera: iuxta Tournefortii methodum disposita (1729).
arvensis: epíteto latino que significa "de campos cultivados".
Sinonimia
Los nombres que presentan enlaces son sinónimos en otras especies:
- Anthemis agrestis Wallr.
- Anthemis anglica Spreng.
- Anthemis chevalieri Sennen
- Anthemis granatensis Boiss.
- Anthemis kitenensis Thin
- Anthemis nicaeensis Willd.
- Anthemis sallei Sennen & Elías[7]
- Chamaemelum arvense (L.) Hoffmanns. & Link[8]
- Anthemis sphacelata

## Nombres comunes
Amagarza, amargaza, camomilla borde, clavellinas, gamarza, macierza, magarza, manzanilla, manzanilla bastarda, manzanilla borde, manzanilla borriquera, manzanilla brava, manzanilla de burro, manzanilla de campo, manzanilla del campo, manzanilla de los campos, manzanilla romana, manzanilla silvestre, manzanilla sin olor, margarita, margaza, pajitos, romana, rosaza.